# تپه آوخوارده ۱
تپه آوخوارده ۱ مربوط به سدهٔ ۸–۶ ه‍.ق است و در شهرستان پیرانشهر، بخش مرکزی، دهستان منگور غربی، روستای آوخوارده واقع شده و این اثر در تاریخ ۲۵ آبان ۱۳۸۷ با شمارهٔ ثبت ۲۳۵۹۶ به‌عنوان یکی از آثار ملی ایران به ثبت رسیده است.